# Колиян, Сепиде
Сепиде Колиян (перс. سپیده قلیان‎, род. 1994, Дизфуль, Хузестан) — иранская левая политическая активистка, студентка-ветеринар и журналистка из города Дезфул.

## Активизм
18 ноября 2018 года Сепиде Колиян, которая ранее сотрудничала с несколькими изданиями в качестве гражданской журналистки, освещала протест трудящихся, организованный профсоюзом работников агропромышленной компании Haft Tappeh Sugarcane (перс. شرکت نیشکر هفت‌تپه), когда её арестовали иранские силы безопасности. Во время акции протеста были также арестованы представитель профсоюза Эсмаил Бахши и дюжина других профсоюзных деятелей. Все арестованные, за исключением Колиян и Бахши, были освобождены в течение нескольких дней. Колиян и Бахши содержали под стражей без предъявления обвинений и законного представительства в течение 30 дней и в конечном счёте освободили под залог.

## Пытки
29 ноября 2018 года, когда Колиян и Бахши все ещё находились под стражей, профсоюз The Vahed Syndicate, представляющий более 17 000 работников транзитной сферы, сообщил, что Эсмаил Бахши был ненадолго госпитализирован из-за пыток, которым он подвергался во время содержания под стражей в государственных учреждениях. Сразу после освобождения Колиян подтвердила, что и она, и Бахши подвергались пыткам со стороны сил безопасности. Бахши и Колян после освобождения под залог рассказали Amnesty International о пытках, которым они подвергались со стороны сотрудников полиции и министерства разведки в городах Шуш и Ахваз, находясь под стражей. Они рассказали Amnesty, что их избивали, били об стены, бросали на землю, унижали, пороли и угрожали сексуальным насилием и убийством. Колиян заявила, что во время её ежедневных допросов, которые начинались около 10 утра и продолжались до раннего утра следующего дня, сотрудники разведки неоднократно подвергали её сексуализированным оскорблениям, таким как «шлюха», обвиняли её в сексуальных отношениях с рабочими и угрожали, что предоставят её семье информацию, которая заставит их убить Сепиде «во имя чести». Это разоблачение вызвало огромный общественный резонанс, особенно в иранских социальных сетях. В ответ на общественное возмущение различные государственные организации Ирана выступили с опровержением обвинений Колиян и охарактеризовали её и Бахши как орудия иностранных интересов.
19 января 2019 года иранское государственное телевидение показало якобы документальный фильм, показывающий, что Колиян, Бахши и другие активисты связаны с администрацией Трампа, коммунистическими группами и членами иранских диаспор, которые стремятся свергнуть иранский режим. В трансляции, записанной во время задержания, содержались видеозаписи явно растерянных Колиян и Бахши, признающихся в своих преступлениях против государства. Колиян ответила в Твиттере, что эта трансляция сама по себе является ещё одним доказательством пыток. Фарзане Зилаби, адвокат Бахши, назвала трансляцию показаний, полученных от её клиента под давлением, нарушением закона. «Трансляция этого документального фильма не может быть оправдана и неприемлема. Теперь, когда конфиденциальная информация по этому фальшивому делу была обнародована посредством обманного, избирательного и несправедливого документального фильма, г-н Бахши требует публичного и прозрачного судебного разбирательства». По словам Зилаби, трансляция была нарушением статьи 96 Уголовно-процессуальных норм Ирана, которая запрещает и криминализирует раскрытие личности и изображений подозреваемых до вынесения приговора.

## Повторный арест
20 января 2019 года Колиян и Бахши были арестованы снова. По данным Amnesty International, время их ареста явно указывает на попытку заставить их замолчать и наказать за то, что они рассказали о жестоком обращении, которому подверглись во время содержания под стражей. В телефонном интервью отец Колиян рассказал репортёру: «В 7 утра 12 мужчин и 2 женщины-полицейских ворвались в мой дом, выбили зубы моему сыну, напали на меня и на мою жену и сказали, что убьют нашу дочь».
Абольфазл Гадьяни, бывший ветеран исламской революции, ставший диссидентом, выделил Али Хаменеи как главного виновника всех злодеяний и несправедливостей в отношении Бахши и Колиян.
15 марта 2023 года, спустя 4 года и почти 2 месяца, Колиян была освобождена из тегеранской тюрьмы Эвин. В Интернете стали вирусными кадры, на которых она перед тюрьмой скандирует антихаменеевские лозунги сразу после освобождения. Колиян была снова арестована всего через несколько часов после этого, вместе с людьми, которые снимали на видео её скандирование. 5 мая 2023 года Мехди Колиян, брат Сепиде, написал в своём Instagram, что Сепиде приговорили к двум годам лишения свободы и теперь ей предстоит провести ещё один срок в тюрьме, прежде чем её жизнь вернется в нормальное русло.

## Награды
В 2022 году Би-би-си включила Сепиде Колян в список 100 вдохновляющих и влиятельных женщин со всего мира.